# Gwenaëlle Guillou
Gwenaëlle Guillou est une athlète française, née à Douarnenez le 25 septembre 1970, adepte de la course d'ultrafond, championne de France des 100 km en 2019.

## Biographie
En 2014, Gwenaëlle Guillou remporte son premier 100 km à Chavagnes-en-Paillers,. Elle est vice championne de France des 100 km de Vendée en 2015. En 2018 en Croatie, elle est championne du monde des 100 km dans sa catégorie d'âge, puis devient championne de France des 100 km de la Somme en 2019. Elle a déjà participé à quatre championnats du monde des 100 km.

## Records personnels
Statistiques de Gwenaëlle Guillou d'après la Fédération française d'athlétisme (FFA) et la Deutsche Ultramarathon-Vereinigung (DUV) :
- 10 km route : 39 min 19 s en 2015
- Semi-marathon : 1 h 23 min 50 s en 2014
- Marathon : 2 h 54 min 2 s au marathon de Paris en 2015[8]
- 50 km route : 3 h 40 min 33 s aux 50 km de la Clédéroise en 2016
- 100 km route : 8 h 7 min 6 s aux championnats de France des 100 km de Vendée en 2015